# Kołatka (powiat drawski)
Kołatka (niem. Friedrichsdorfer Mühle) – nieistniejąca osada w Polsce, obecnie niewymieniana w TERYT, położona w województwie zachodniopomorskim, w powiecie drawskim, w gminie Złocieniec (do końca 2018 gminie Ostrowice), na północ od Darskowa. W latach 1975–1998 miejscowość administracyjnie należała do województwa koszalińskiego. Miejscowość wchodziła w skład sołectwa Gronowo.